# 塞纳河畔诺让站
塞纳河畔诺让站，是法国的一个铁路车站，位于法国城市塞纳河畔诺让。该站是巴黎－米卢斯铁路离开法兰西岛大区后的第一个客运车站。

## 位置
塞纳河畔诺让站位于塞纳河畔诺让市区的北部，塞纳河右岸。车站大致呈西南-东北走向，开口朝东南。

## 设施
塞纳河畔诺让站设有人工售票窗口，其开放时间如下：
- 周一至五：6:10~13:25和13:45~20:50
- 周六：6:00~12:50和13:40~20:40
- 周日及节假日：14:30~20:50

此外该站还设有TER列车自动售票机和一个小型候车室，车站南侧设有人行天桥可通向下行方向的站台（1站台），站前则设有社会车辆停车场。

## 站台设置
| 西北↑ |             |                    |             |
|       |             | 机走线（基本废弃） |             |
|       | 岛式        |                    |             |
| 1道   |             |                    | 特鲁瓦方向→ |
| 2道   |             |                    | ←巴黎方向   |
|       | 侧式 主站房 |                    |             |
| 东南↓ |             |                    |             |

## 停靠线路
以下列车线路在塞纳河畔诺让站停靠：
| 塞纳河畔诺让站列车线路表              |              |          |                |                 |
| 线路                                  | 车种         | 上一站   | 下一站         | 大致运行频率    |
| 巴黎—特鲁瓦                           | INTERCITÉS   | 隆格维尔 | 塞纳河畔罗米伊 | 每天1趟         |
| 巴黎—特鲁瓦/肖蒙/屈尔蒙/沃苏勒/贝尔福 | INTERCITÉS   | 巴黎     | 塞纳河畔罗米伊 | 每天5趟左右     |
| 塞纳河畔诺让→肖蒙                     | 法国大区列车 | （起点） | 塞纳河畔罗米伊 | 每天1班（单向） |
| 1. 2.                                 |              |          |                |                 |

## 配套交通

### 长途客车
| 停靠塞纳河畔诺让站的大巴车 |                    | |
| 上下车地点                 | 运营单位           | 主要目的地                                                                                          |
| Théâtre                    | 普罗万巴士 ProCars | 塞纳河畔努瓦延、普罗万                                                                              |
| 塞纳河畔诺让站门口         | SNCF               | 圣利耶、圣梅曼、塞纳河畔罗米伊 当某条铁路线施工或罢工时，SNCF可能也会提供途径该线路沿途站点的大巴车 |
| 1. 2. 3. 4.                |                    | |

### 市内交通
塞纳河畔诺让站附近暂无常规城市公共交通线路经过。

## 临近车站
| 塞纳河畔诺让站（Gare de Nogent-sur-Seine） |                  |                  |
| 上行车站                                   | 线路             | 下行车站         |
| 隆格维尔站                                 | 巴黎－米卢斯铁路 | 塞纳河畔罗米伊站 |
| - 本表仅显示运营中的线路及车站             |                  |                  |